# Resolució 1382 del Consell de Seguretat de les Nacions Unides
La Resolució 1382 del Consell de Seguretat de les Nacions Unides fou adoptada per unanimitat el 29 de novembre de 2001. Després de recordar totes les resolucions anteriors sobre Iraq, incloses les resolucions 986 (1995), 1284 (1999), 1330 (2000), 1352 (2001) i 1360 (2001) relatives al Programa Petroli per Aliments, el Consell va ampliar les disposicions relatives a l'exportació de petroli iraquià o productes derivats del petroli per ajuda humanitària per 180 dies més.
El Consell de Seguretat estava convençut de la necessitat d'una mesura temporal per proporcionar assistència humanitària al poble iraquià fins que el govern de l'Iraq compleixi les disposicions de la resolució 687 (1991) i havia distribuït l'ajuda a tot el país per igual.
Actuant sota el Capítol VII de la Carta de les Nacions Unides, el Consell va ampliar el Programa Petroli per Aliments durant 180 dies a partir de les 00:01 de l'EDT l'1 de desembre de 2001. Va reafirmar l'obligació de tots els països de l'embargament d'armes a l'Iraq i altres recursos no autoritzats pel Consell. També va subratllar la necessitat que l'Iraq cooperi amb les resolucions anteriors del Consell de Seguretat i la necessitat d'un acord integral sobre la base de les resolucions. La resolució també va fer una crida perquè tots els països cooperessin en la presentació de sol·licituds i expedició de certificats d'exportació perquè l'ajuda humanitària pogués arribar a la població iraquiana el més aviat possible.
Addicionalment, en virtut de la Resolució 1382, el Consell va adoptar una proposta de Llista de Mercaderies Revisades (que figura en l'annex I de la resolució) per a la seva implementació a partir del 30 de maig de 2002. Els elements de la llista estaran subjectes als procediments que figuren en l'annex II de la resolució i l'aprovació del Comitè de Sancions i la Comissió de Control, Verificació i Inspecció de les Nacions Unides després d'haver avaluat que aquests béns no s'utilitzarien per a finalitats militars.
L'adopció de la resolució va representar un alineament més proper de la política de Rússia cap als Estats Units després que aquest es comprometés a revisar les sancions contra l'Iraq.